# A.S.J. Carnahan
Albert Sidney Johnson Carnahan (ur. 9 stycznia 1897 w pobliżu Ellsinore, zm. 24 marca 1968 w Rochester) – amerykański polityk, członek Partii Demokratycznej.

## Działalność polityczna
W okresie od 3 stycznia 1945 do 3 stycznia 1947 przez jedną kadencję i od 3 stycznia 1949 do 3 stycznia 1961 przez sześć kadencji był przedstawicielem 8. okręgu wyborczego w stanie Missouri w Izbie Reprezentantów Stanów Zjednoczonych. A od 1961 do 1963 był ambasadorem w Sierra Leone.

## Rodzina
Jego rodzicami byli Tabitha Orlena Box i Robert Thompson Carnahan. W 1925 poślubił Mary Kathel Schupp, z którą miał m.in. syna Mela.